# Paroisse de Ludlow
Pour les articles homonymes, voir Ludlow (homonymie).
La paroisse de Ludlow est à la fois une paroisse civile et un ancien district de services locaux (DSL) canadien du comté de Northumberland, située au centre du Nouveau-Brunswick. En 2008, le DSL est annexé à la communauté rurale de Upper Miramichi.

## Chronologie municipale

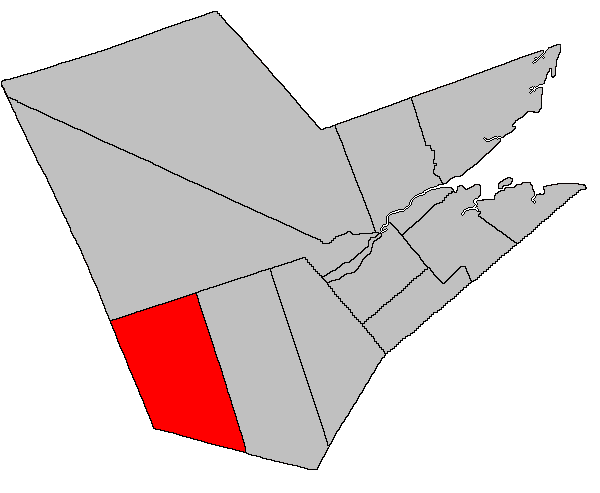
Situation sur une carte des paroisses civiles du comté de Northumberland (certains DSL et municipalités ne sont donc pas montrés).

La municipalité du comté de Northumberland est dissoute en 1966. La paroisse de Ludlow devient un district de services locaux en 1967.

## Démographie
D'après le recensement de Statistique Canada, il y avait 1709 habitants en 2001, comparativement à 1827 en 1996, soit une baisse de 6,5 %. La paroisse compte 724 logements privés, a une superficie de 1 016,66 km² et une densité de population de 1,7 habitant au km².

## Infrastructures et services
Il y a une bibliothèque publique en milieu scolaire, qui se trouve à l'école secondaire Upper Miramichi de Boiestown.